# Resafa
Resafa (en arabe : الرصافة), connu à l'époque romaine sous le nom de Sergiopolis, est une ville située dans ce qui est maintenant la Syrie. Il s'agit d'un site archéologique situé à une soixantaine de kilomètres au sud-ouest de la ville de Raqqa et de l'Euphrate.

## Historique
Le site remonte au IXe siècle av. J.-C., quand un camp militaire a été construit par les Assyriens. La ville est mentionnée dans la Bible en tant que Retzef (רצף). 
Durant la domination romaine, elle était un avant-poste fortifié du désert pour se défendre contre les Sassanides. Elle a prospéré du fait de son emplacement idéal sur la route des caravanes reliant Alep, Doura Europos et Palmyre. Resafa n'avait ni source ni d'eau courante et dépendait ainsi de l'eau des pluies de l'hiver et du printemps qui était captée dans de grandes citernes.
Resafa, implantée sur le chemin des guerres perso-byzantines, était bien défendue : elle était entièrement ceinte de murs massifs et possédait une forteresse. 
Au IVe siècle elle devient une ville de pèlerinage pour les chrétiens venant vénérer saint Serge, un soldat romain persécuté pour sa foi chrétienne : il fut conduit à Resafa pour y être exécuté, devenant ainsi un martyr de la ville. On construisit une basilique sur l'emplacement de sa tombe, et la ville fut rebaptisée Sergiopolis. Elle est notamment au centre de la région d'implantation de la tribu chrétienne des Bahrâ, qui ont la responsabilité de sa défense.
Selon l'archéologue Mohamed Ezzo, cinq églises se trouveraient à l'intérieur de la ville dont quatre de type basilique.
Dans la cathédrale, la conque d'abside est occupée par une croix gemmée rouge feu avec six rayons. Il s'agit là d'un élément qui rappelle la conversion au christianisme de l'empereur Constantin, à la suite de sa victoire à la bataille du Pont Milvius en 312. Le symbole de la croix accompagnée du chrisme s'impose alors comme signe de victoire, et il est souvent reproduit dans les lieux de cultes de l'aire syro-mésopotamienne.

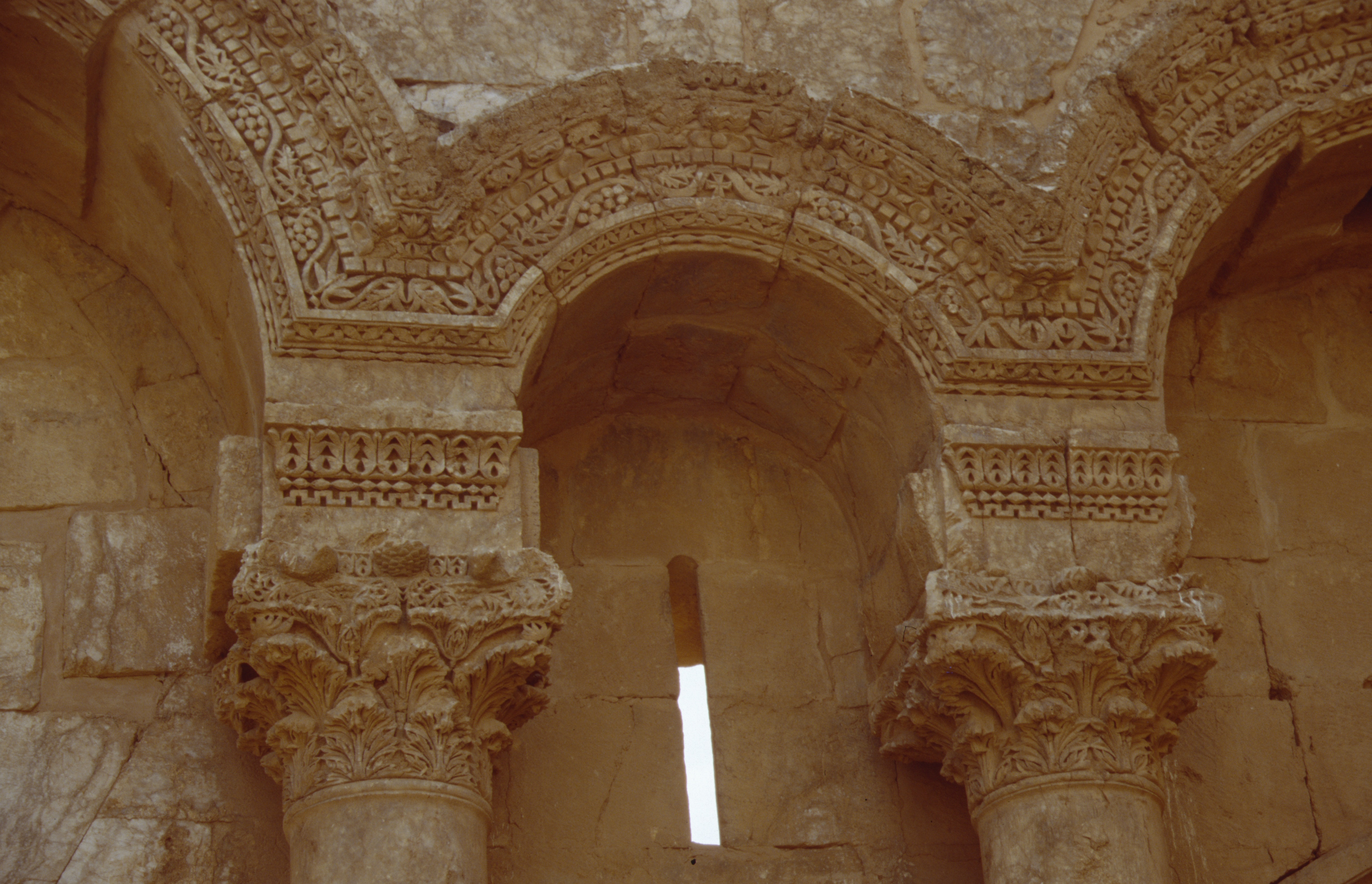
Un aperçu de la porte de Resafa, montrant les richesses et la qualité du travail